# 坂元駅
坂元駅（さかもとえき）は、宮城県亘理郡山元町坂元字町東にある、東日本旅客鉄道（JR東日本）常磐線の駅である。
常磐線における宮城県最南の駅であり、JR東日本東北本部の南端駅である。

## 歴史
- 1897年（明治30年）11月10日：日本鉄道の駅として開業[2][3]。
- 1906年（明治39年）11月1日：日本鉄道が国有化され、官設鉄道の所属となる[3]。
- 1909年（明治42年）10月12日：線路名称の制定により、常磐線の所属となる。
- 1949年（昭和24年）6月1日：日本国有鉄道が発足。
- 1962年（昭和37年）4月1日：貨物の取り扱いを廃止[3]。
- 1984年（昭和59年）2月1日：荷物の扱いを廃止[3]。
- 1987年（昭和62年）4月1日：国鉄分割民営化により、JR東日本の駅となる[3]。
- 2009年（平成21年）3月14日：ICカード「Suica」の利用が可能となる[報道 1]。
- 2011年（平成23年）
  - 3月11日：東北地方太平洋沖地震による津波で被災。駅舎が崩壊[4]。
  - 6月3日：地元自治体は東北運輸局の会議にて、当駅と新地駅の内陸側への移設を望んでいることを明らかにした[新聞 1]。
  - 8月5日：山元町は当駅の移設位置について、国道6号の西側で検討する案を示した[新聞 2]。
- 2012年（平成24年）3月5日：東日本旅客鉄道仙台支社が、震災前より山側に駅を移転させる計画を発表[報道 2]。
- 2014年（平成26年）春ごろ：移設復旧工事に着工[報道 3]。
- 2016年（平成28年）
  - 12月9日：相馬駅 - 亘理駅間の代行バスの運転を終了。坂元停留所を廃止。
  - 12月10日：駒ケ嶺駅 - 浜吉田駅間で運行再開。当駅は旧駅舎から1,100メートルほど西側（北緯37度55分30.7秒 東経140度54分1.5秒 / 北緯37.925194度 東経140.900417度）に移転した新駅舎で営業を再開[報道 4][新聞 3]。駒ケ嶺駅 - 浜吉田駅間の内陸側移設復旧にともない、当駅 - 山下駅間の営業キロが0.4キロメートル長い4.9キロメートルに、当駅 - 新地駅間の営業キロが0.1キロメートル長い5.5キロメートルに変更される[報道 5]。
- 2024年（令和6年）10月1日：えきねっとQチケのサービスを開始[1][報道 6]。

## 駅構造
岩沼駅が管理し、JR東日本東北総合サービスが受託する業務委託駅である。出札窓口、自動券売機、簡易Suica改札機が設置されている。当駅 - 岩沼駅間は東北本部管轄となる。国鉄時代は水戸鉄道管理局（東京圏運行本部）の管轄であった。
震災前は1面2線だったが、運転再開に伴って規模が縮小され、単式ホーム1面1線を有する高架駅となった（行違い設備はないが、増設する用地は確保されている）。改札口からホームへは階段とエレベーターで連絡している。ホーム上屋の柱は付近の橋梁に合わせ「あおぞら色」とされた。
新駅舎は、旧駅舎から西方へ約1キロメートル離れた国道6号線坂元交差点の南東の位置（坂元字町東）に移設された。国道を挟んで西側の旧6号線（陸前浜街道）との間の一帯には、新駅舎の開業に合わせて災害公営住宅をはじめとする住宅地の整備が進められており、ロータリー・駐車場・駐輪場が設けられている。

### のりば
| 番線 | 路線    | 方向 | 行先             |
| ---- | ------- | ---- | ---------------- |
| 1    | ■常磐線 | 下り | 岩沼・仙台方面   |
| 1    | ■常磐線 | 上り | 相馬・原ノ町方面 |

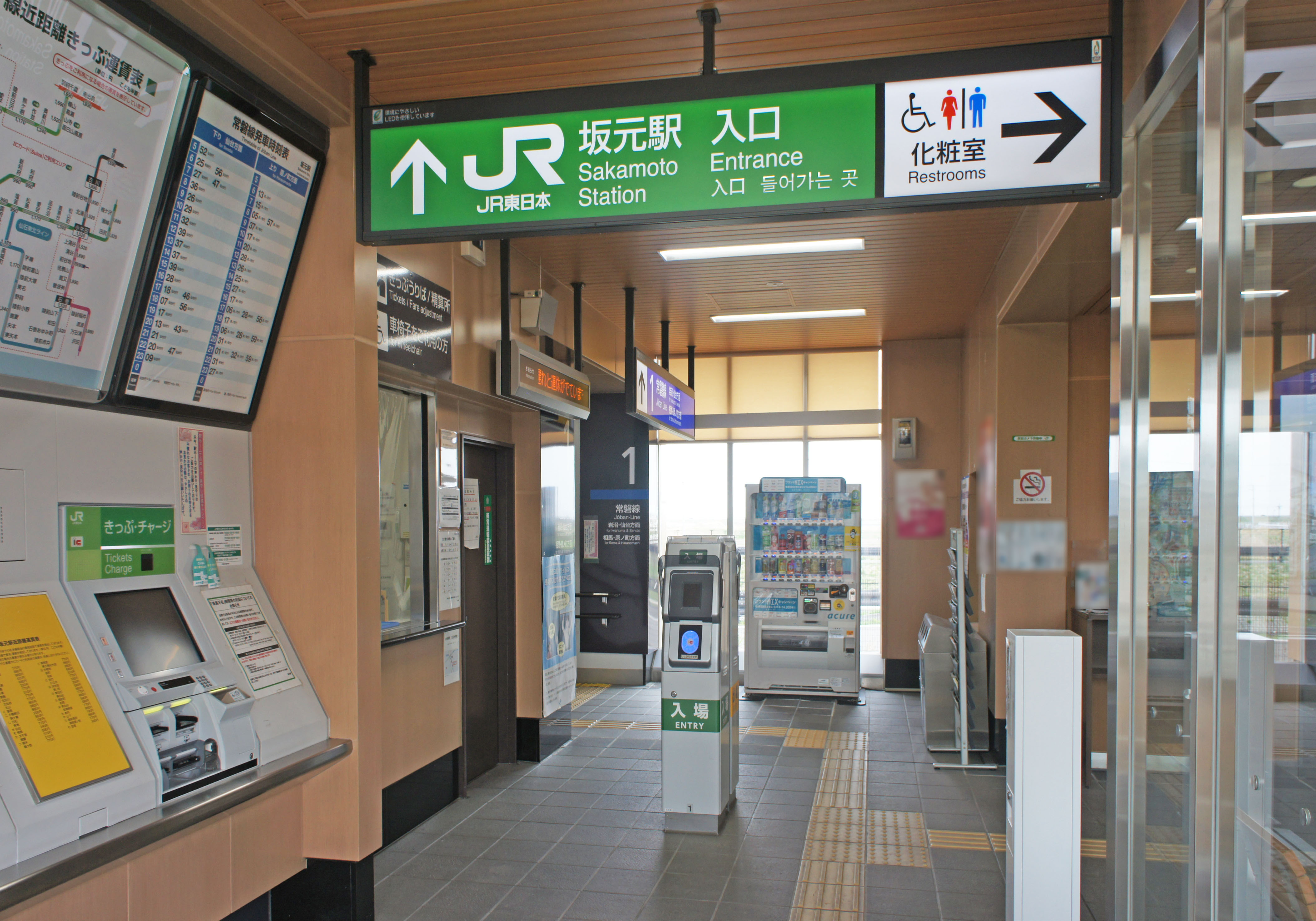
改札口（2022年4月）
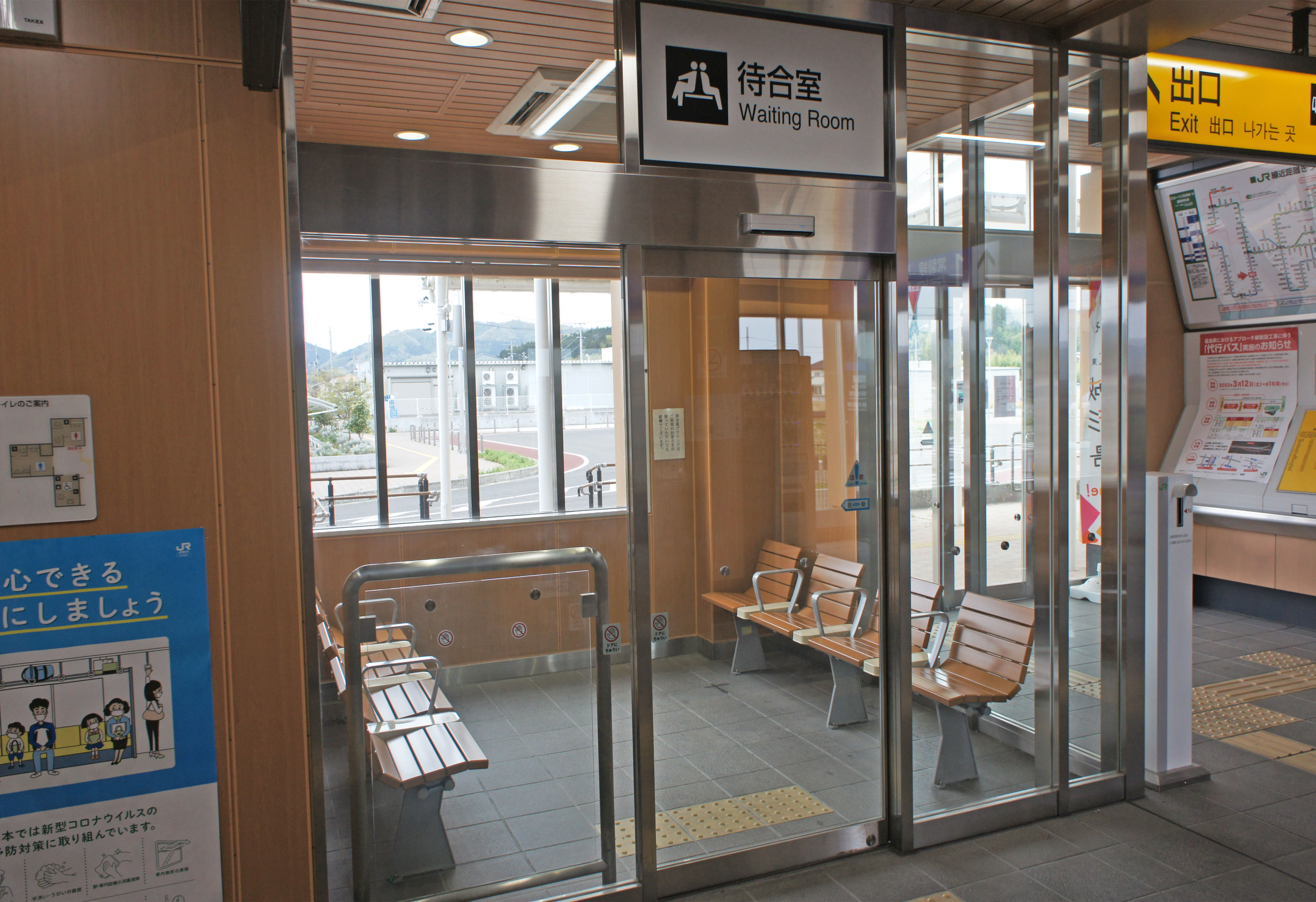
待合室（2022年4月）
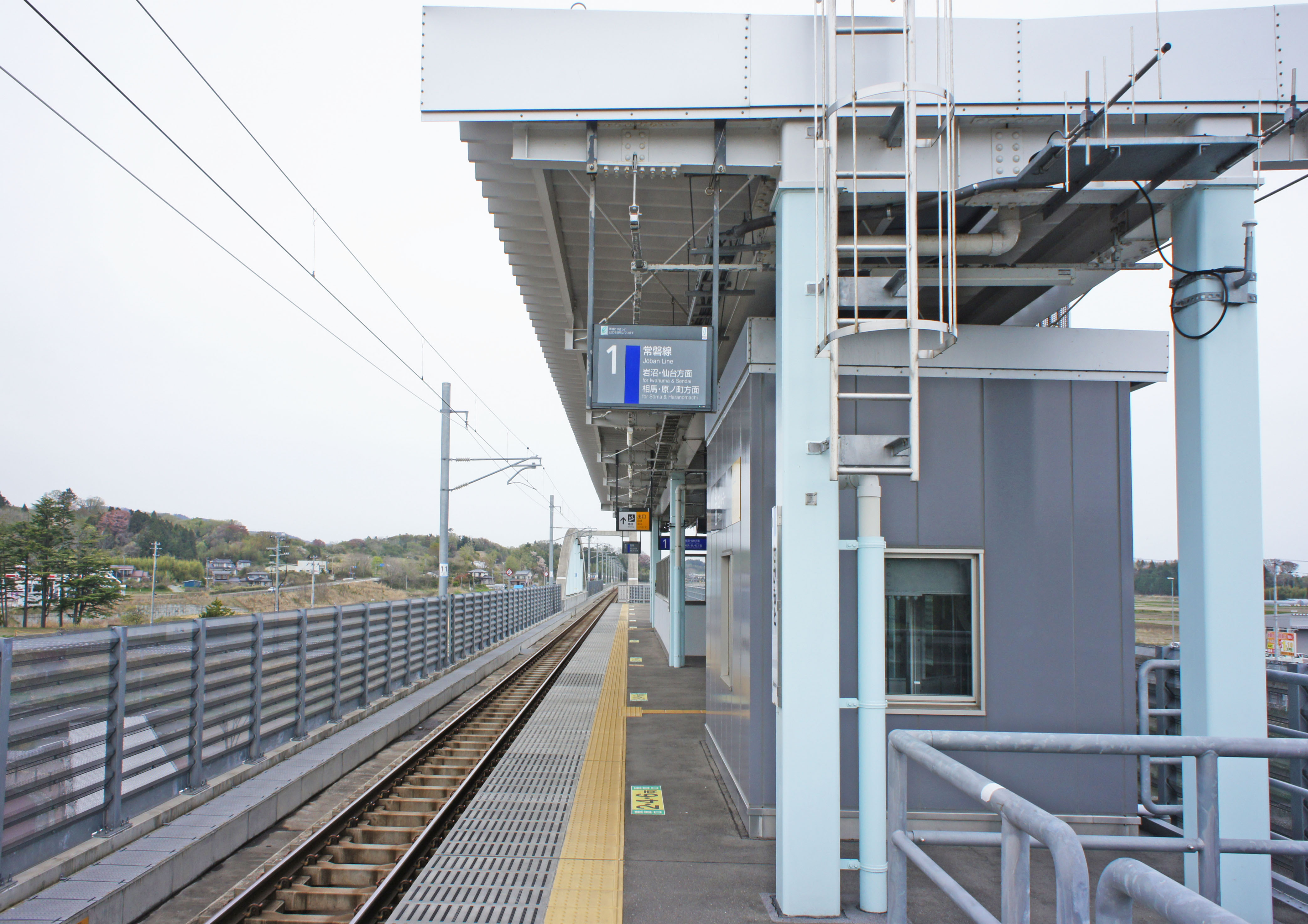
ホーム（2022年4月）

### 東日本大震災発生前
旧駅舎は新駅舎からさらに東方の中浜部落にあった（坂元字二又1番地）。旧駅舎から国道6号まで一直線に道路（県道120号線）が伸びており、旧駅舎のすぐ東側を県道38号線（ストロベリーライン）が走っていた。
2011年（平成23年）3月11日の東北地方太平洋沖地震（東日本大震災）にともない発生した津波で駅の構内設備は消滅した。
島式ホーム1面2線を有する地上駅で、ホームとは跨線橋で連絡していた。ホーム上には待合所が置かれていた。かつては相対式ホーム2面2線の構造であったが、近くの川が大雨のたびに氾濫したことから島式ホームに改良された。現在、旧駅周辺は更地になっている。
| 番線 | 路線    | 方向 | 行先             |
| ---- | ------- | ---- | ---------------- |
| 1    | ■常磐線 | 下り | 岩沼・仙台方面   |
| 2    | ■常磐線 | 上り | 相馬・原ノ町方面 |

鉄道復旧前は、常磐線代替バスが亘理駅 - 相馬駅間で運行されており、国道6号の停留所から乗り降りしていた。

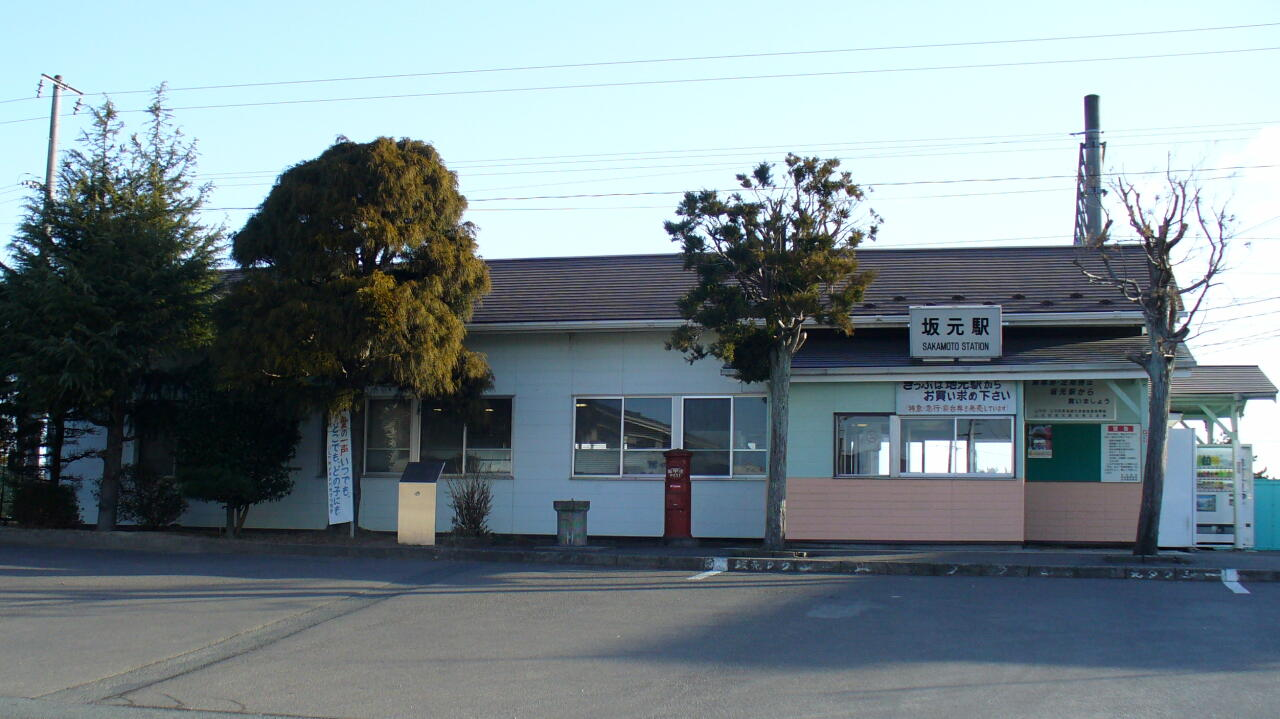
旧駅舎（2008年1月）
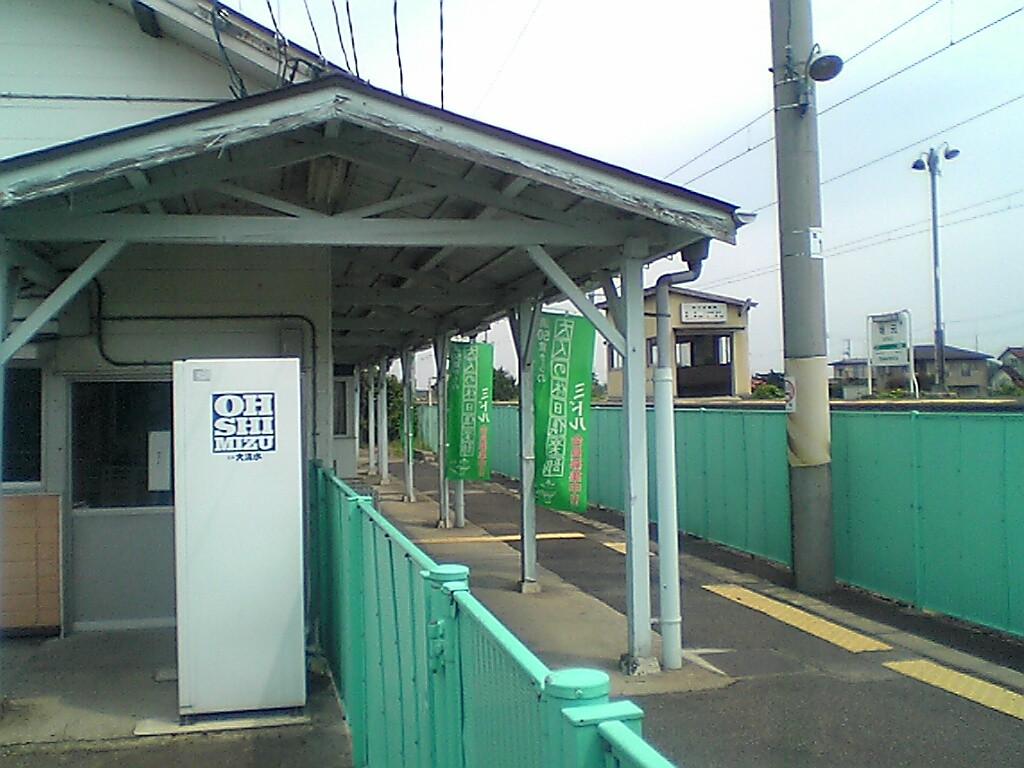
旧駅構内。駅舎手前の通路を通り跨線橋を上りホームへと行く（2006年6月）
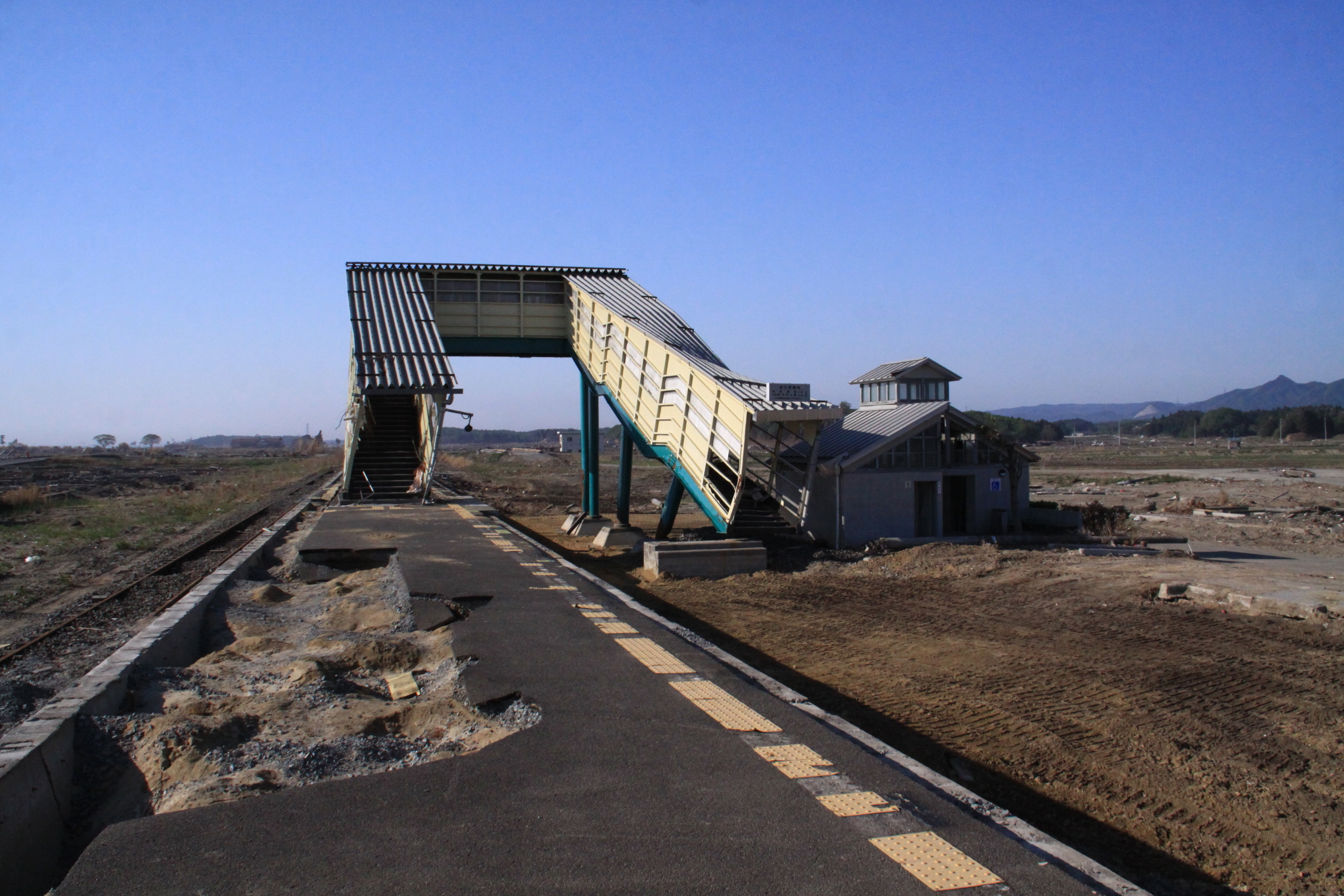
東北地方太平洋沖地震による津波で被災した後の坂元駅。ホームはえぐれ、跨線橋とコンクリート造の公衆トイレ以外は流失した（2011年5月）
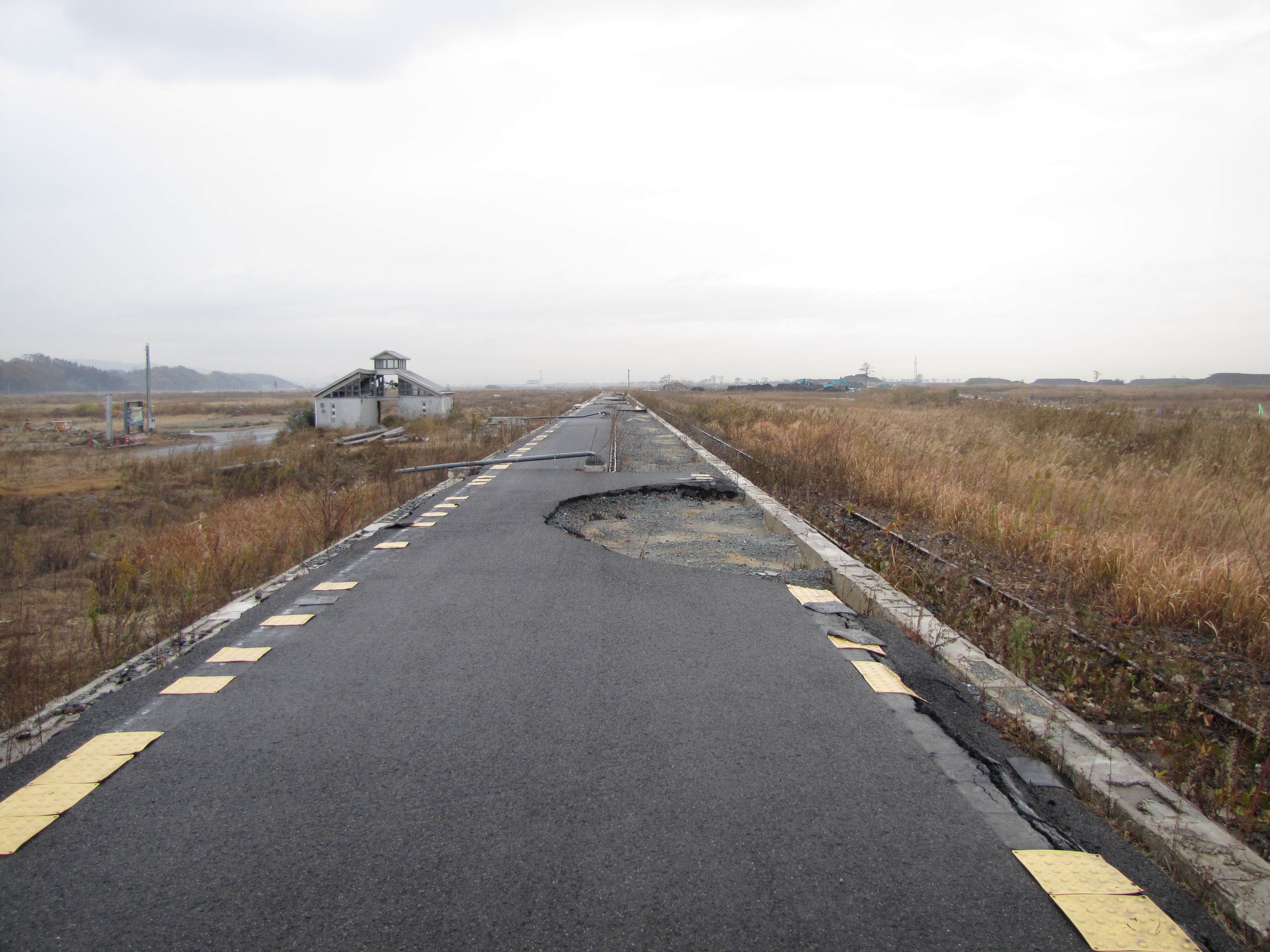
震災後の旧駅構内。跨線橋は撤去され公衆トイレのみ残されている（2012年11月）
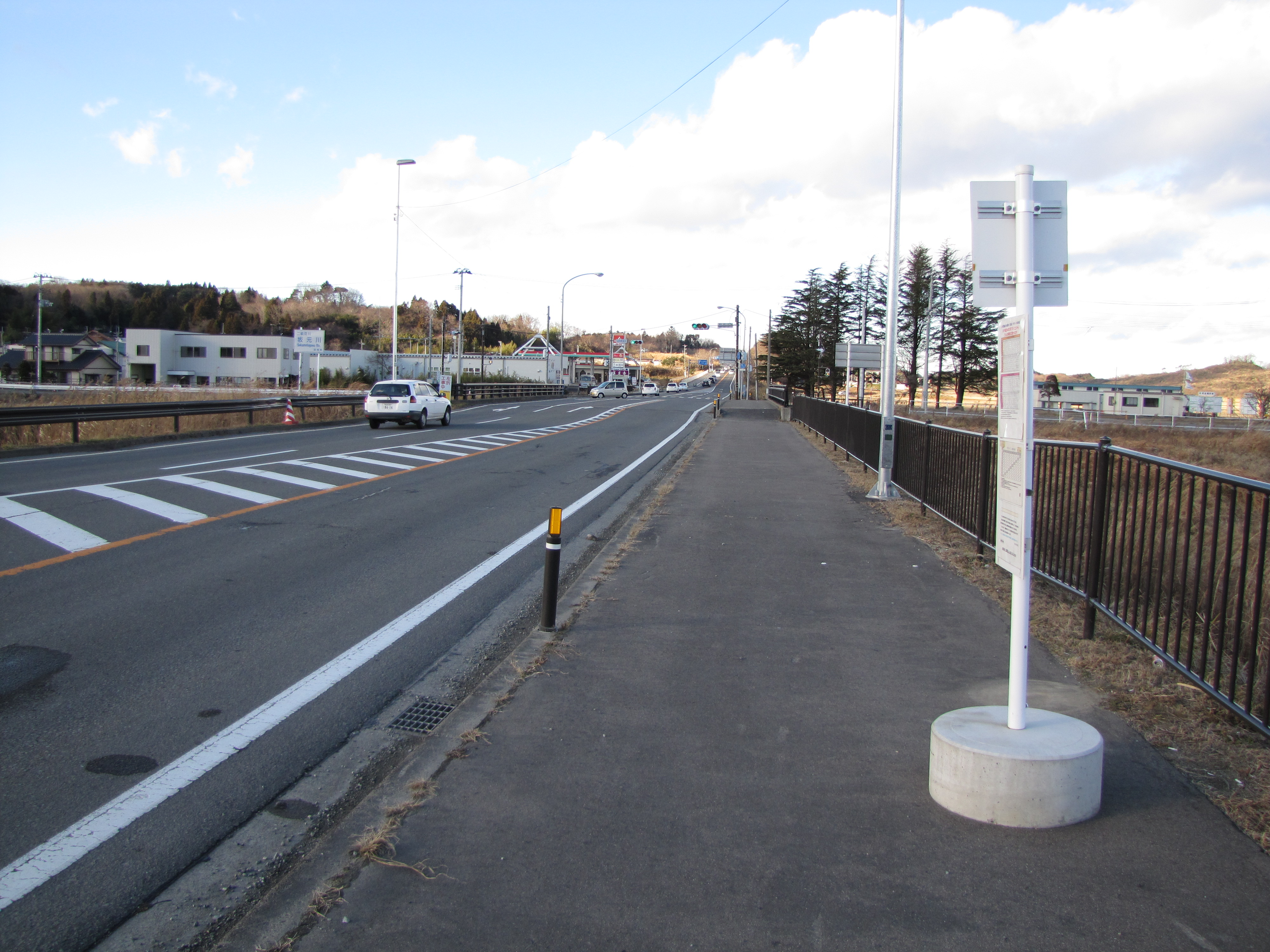
国道6号沿いに設置された代行バスの坂元停留所。この周辺にも津波が到達しその痕跡が残る（2013年1月）
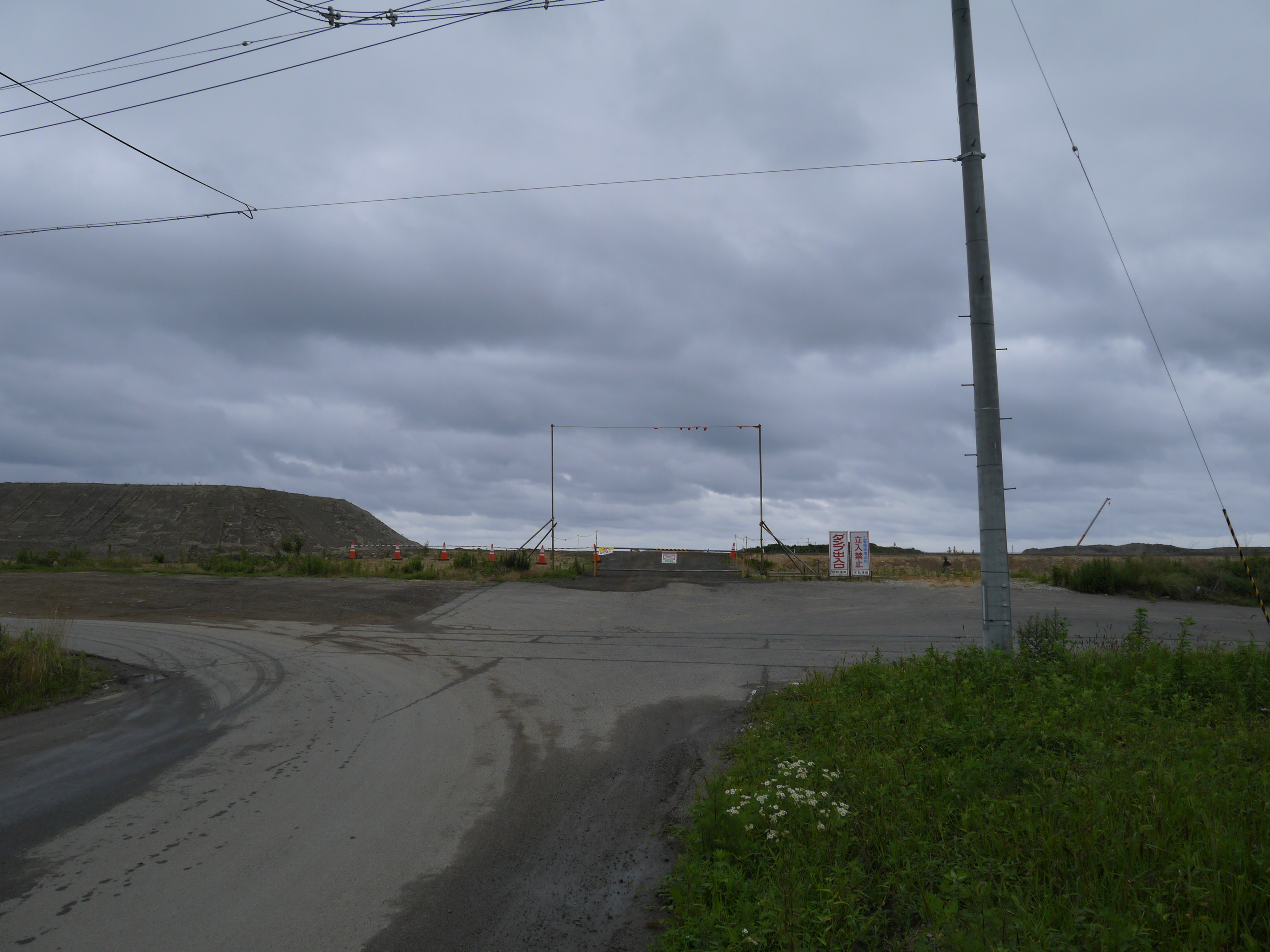
旧駅舎跡地。周辺はほとんどが更地となっている（2016年7月）

## 利用状況
JR東日本によると、2023年度（令和5年度）の1日平均乗車人員は213人である。
2000年度（平成12年度）以降の推移は以下のとおりである。
| 1日平均乗車人員推移 | 1日平均乗車人員推移 | 1日平均乗車人員推移 | 1日平均乗車人員推移 | 1日平均乗車人員推移 |
| 年度                | 定期外              | 定期                | 合計                | 出典                |
| ------------------- | ------------------- | ------------------- | ------------------- | ------------------- |
| 2000年（平成12年）  |                     |                     | 506                 | [ 利用客数 2 ]      |
| 2001年（平成13年）  |                     |                     | 484                 | [ 利用客数 3 ]      |
| 2002年（平成14年）  |                     |                     | 486                 | [ 利用客数 4 ]      |
| 2003年（平成15年）  |                     |                     | 466                 | [ 利用客数 5 ]      |
| 2004年（平成16年）  |                     |                     | 433                 | [ 利用客数 6 ]      |
| 2005年（平成17年）  |                     |                     | 427                 | [ 利用客数 7 ]      |
| 2006年（平成18年）  |                     |                     | 419                 | [ 利用客数 8 ]      |
| 2007年（平成19年）  |                     |                     | 403                 | [ 利用客数 9 ]      |
| 2008年（平成20年）  |                     |                     | 383                 | [ 利用客数 10 ]     |
| 2009年（平成21年）  |                     |                     | 356                 | [ 利用客数 11 ]     |
| 2010年（平成22年）  |                     |                     | 331                 | [ 利用客数 12 ]     |
| 2011年（平成23年）  | 非公表              | 非公表              | 非公表              |                     |
| 2012年（平成24年）  | 5                   | 80                  | 85                  | [ 利用客数 13 ]     |
| 2013年（平成25年）  | 4                   | 81                  | 86                  | [ 利用客数 14 ]     |
| 2014年（平成26年）  | 6                   | 91                  | 97                  | [ 利用客数 15 ]     |
| 2015年（平成27年）  | 6                   | 91                  | 97                  | [ 利用客数 16 ]     |
| 2016年（平成28年）  | 24                  | 110                 | 135                 | [ 利用客数 17 ]     |
| 2017年（平成29年）  | 64                  | 163                 | 227                 | [ 利用客数 18 ]     |
| 2018年（平成30年）  | 59                  | 189                 | 248                 | [ 利用客数 19 ]     |
| 2019年（令和元年）  | 51                  | 196                 | 248                 | [ 利用客数 20 ]     |
| 2020年（令和02年）  | 33                  | 159                 | 192                 | [ 利用客数 21 ]     |
| 2021年（令和03年）  | 36                  | 152                 | 188                 | [ 利用客数 22 ]     |
| 2022年（令和04年）  | 43                  | 148                 | 192                 | [ 利用客数 23 ]     |
| 2023年（令和05年）  | 48                  | 164                 | 213                 | [ 利用客数 1 ]      |

## 駅周辺
- 福島県道・宮城県道38号相馬亘理線
- 宮城県道120号坂元停車場線
- 国道6号（陸前浜街道）
- 宮城県道44号角田山元線
- 坂元タクシー
- 亘理警察署坂元駐在所
- みやぎ亘理農業協同組合坂元支所
- やまもと夢いちごの郷
- 山元町役場坂元支所
- 坂元郵便局
- 宮城野ゴルフクラブ
- 坂元川
- 戸花川
- 一の沢川
- 谷中川
- 国立病院機構宮城病院
- 山元町立坂元中学校

## 隣の駅
東日本旅客鉄道（JR東日本）
■常磐線
新地駅 - 坂元駅 - 山下駅

### 記事本文

#### 報道発表資料
1. ↑  「Suicaをご利用いただけるエリアが広がります。 (PDF)」（プレスリリース）、東日本旅客鉄道、2008年12月22日。2020年5月25日閲覧。
2. ↑  「常磐線の復旧について (PDF)」（プレスリリース）、東日本旅客鉄道仙台支社、2012年3月5日。2013年6月19日時点のオリジナル (PDF)よりアーカイブ。2012年3月7日閲覧。{{cite press release ja}}:  CS1メンテナンス: 先頭の0を省略したymd形式の日付 (カテゴリ)
3. ↑  「常磐線（駒ヶ嶺〜浜吉田間）の復旧について (PDF)」（プレスリリース）、東日本旅客鉄道水戸支社、2012年9月27日。2014年11月29日時点のオリジナル (PDF)よりアーカイブ。2012年9月29日閲覧。
4. ↑  「常磐線相馬～浜吉田間の運転再開日の決定について (PDF)」（プレスリリース）、東日本旅客鉄道仙台支社／東日本旅客鉄道水戸支社、2016年7月28日。2016年8月3日時点のオリジナル (PDF)よりアーカイブ。2016年7月28日閲覧。
5. ↑  「常磐線相馬～浜吉田間運転再開に伴う営業キロの変更及び運賃の適用等について (PDF)」（プレスリリース）、東日本旅客鉄道仙台支社／東日本旅客鉄道水戸支社、2016年10月12日。2016年10月12日時点のオリジナル (PDF)よりアーカイブ。2016年10月12日閲覧。
6. ↑  「Suicaエリア外もチケットレスで! 東北エリアから「えきねっとQチケ」がはじまります (PDF)」（プレスリリース）、東日本旅客鉄道、2024年7月11日。2024年8月1日閲覧。

#### 新聞記事
1. ↑  「JR常磐線・新地駅の内陸移設を地元自治体が要望」『河北新報』河北新報社、2011年6月3日。オリジナルの2011年6月7日時点におけるアーカイブ。
2. ↑  「JR常磐線 宮城・山元町長、内陸迂回案に理解求める」『河北新報』2011年8月6日。
3. ↑  「常磐線・駒ヶ嶺-浜吉田間 移設工事14年春着工」『河北新報』河北新報社、2012年9月28日。オリジナルの2012年10月8日時点におけるアーカイブ。2013年4月26日閲覧。

### 利用状況
1. 1 2  「各駅の乗車人員 2023年度 101位以下（7）| 企業サイト：JR東日本」東日本旅客鉄道。2025年7月31日閲覧。
2. ↑  「JR東日本：各駅の乗車人員（2000年度）」東日本旅客鉄道。2025年7月31日閲覧。
3. ↑  「JR東日本：各駅の乗車人員（2001年度）」東日本旅客鉄道。2025年7月31日閲覧。
4. ↑  「JR東日本：各駅の乗車人員（2002年度）」東日本旅客鉄道。2025年7月31日閲覧。
5. ↑  「JR東日本：各駅の乗車人員（2003年度）」東日本旅客鉄道。2025年7月31日閲覧。
6. ↑  「JR東日本：各駅の乗車人員（2004年度）」東日本旅客鉄道。2025年7月31日閲覧。
7. ↑  「JR東日本：各駅の乗車人員（2005年度）」東日本旅客鉄道。2025年7月31日閲覧。
8. ↑  「JR東日本：各駅の乗車人員（2006年度）」東日本旅客鉄道。2025年7月31日閲覧。
9. ↑  「JR東日本：各駅の乗車人員（2007年度）」東日本旅客鉄道。2025年7月31日閲覧。
10. ↑  「JR東日本：各駅の乗車人員（2008年度）」東日本旅客鉄道。2025年7月31日閲覧。
11. ↑  「JR東日本：各駅の乗車人員（2009年度）」東日本旅客鉄道。2025年7月31日閲覧。
12. ↑  「JR東日本：各駅の乗車人員（2010年度）」東日本旅客鉄道。2025年7月31日閲覧。
13. ↑  「JR東日本：各駅の乗車人員（2012年度）」東日本旅客鉄道。2025年7月31日閲覧。
14. ↑  「各駅の乗車人員 2013年度 ベスト100以外（9）：JR東日本」東日本旅客鉄道。2025年7月31日閲覧。
15. ↑  「各駅の乗車人員 2014年度 ベスト100以外（9）：JR東日本」東日本旅客鉄道。2025年7月31日閲覧。
16. ↑  「各駅の乗車人員 2015年度 ベスト100以外（9）：JR東日本」東日本旅客鉄道。2025年7月31日閲覧。
17. ↑  「各駅の乗車人員 2016年度 ベスト100以外（8）：JR東日本」東日本旅客鉄道。2025年7月31日閲覧。
18. ↑  「各駅の乗車人員 2017年度 ベスト100以外（8）：JR東日本」東日本旅客鉄道。2025年7月31日閲覧。
19. ↑  「各駅の乗車人員 2018年度 ベスト100以外（7）：JR東日本」東日本旅客鉄道。2025年7月31日閲覧。
20. ↑  「各駅の乗車人員 2019年度 ベスト100以外（7）：JR東日本」東日本旅客鉄道。2025年7月31日閲覧。
21. ↑  「各駅の乗車人員 2020年度 101位以下（7）| 企業サイト：JR東日本」東日本旅客鉄道。2025年7月31日閲覧。
22. ↑  「各駅の乗車人員 2021年度 101位以下（7）| 企業サイト：JR東日本」東日本旅客鉄道。2025年7月31日閲覧。
23. ↑  「各駅の乗車人員 2022年度 101位以下（7）| 企業サイト：JR東日本」東日本旅客鉄道。2025年7月31日閲覧。